# Jezioro Piekiełko (rezerwat przyrody)
Rezerwat przyrody „Jezioro Piekiełko” – wodny rezerwat przyrody w województwie zachodniopomorskim, w powiecie koszalińskim, w gminie Bobolice, 2,5 km na zachód od Sępolna Małego, 1,2 km na północ od drogi krajowej nr 25 Bobolice-Biały Bór oraz 8,0 km na wschód-południowy wschód od Bobolic.
Został utworzony na mocy zarządzenia Ministra Leśnictwa i Przemysłu Drzewnego z dnia 1 czerwca 1965. Zajmuje powierzchnię 10,47 ha (akt powołujący podawał 9,95 ha). Celem ochrony, według aktu powołującego, jest „zachowanie ze względów naukowych, dydaktycznych i krajobrazowych jeziora i występujących w nim roślin reliktowych”.
Przedmiotem ochrony jest jezioro lobeliowe o głębokości do 26 m, o stromych i wysokich brzegach, z reliktowymi gatunkami roślin chronionych, takimi jak: lobelia jeziorna (Lobelia dortmanna), poryblin jeziorny (Isoëtes lacustris), brzeżyca jednokwiatowa (Littorella uniflora).
Rezerwat znajduje się w zasięgu terytorialnym Nadleśnictwa Bobolice (obręb leśny Bobolice, leśnictwo Ruda), ale poza gruntami w zarządzie nadleśnictwa. Nadzór sprawuje Regionalny Konserwator Przyrody w Szczecinie. Rezerwat nie ma aktualnego planu ochrony, posiada natomiast obowiązujące zadania ochronne, na podstawie których jego obszar objęty jest ochroną ścisłą.
Rezerwat leży w granicach obszaru siedliskowego sieci Natura 2000: „Bobolickie Jeziora Lobeliowe” PLH320001.
1,2 km na północny zachód znajduje się rezerwat przyrody „Jezioro Szare”, 2,7 km na północny zachód rezerwat przyrody „Buczyna”, a 3,3 km na południowy wschód rezerwat przyrody „Jezioro Głębokie”.